# هرس‌کن

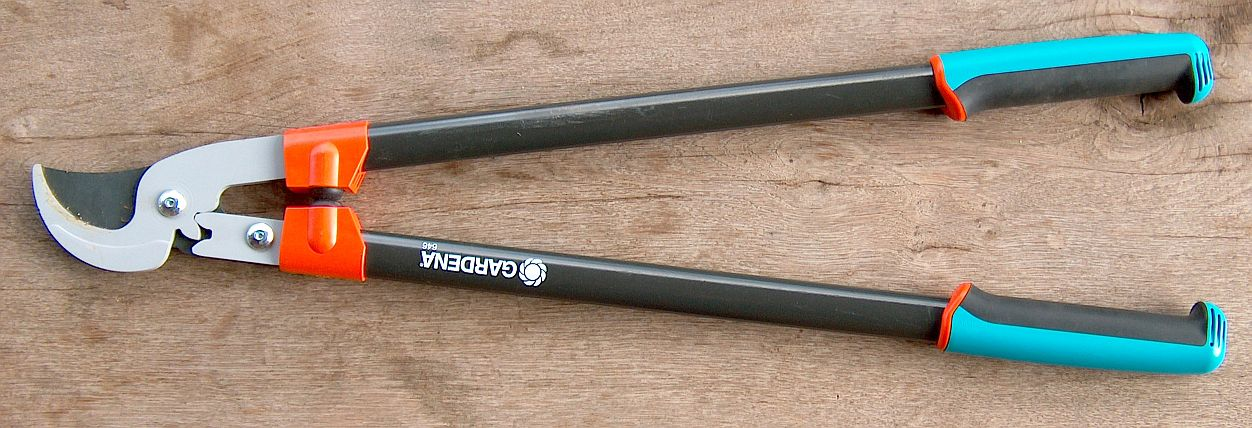
هرس‌کن با تیغه‌های دو منحنی

هرس‌کن (انگلیسی: Loppers) یک نوع قیچی مورد استفاده برای هرس کردن شاخه‌ها و بوته‌های کوچک است و مانند قیچی قلمه زنی دسته دار بسیار بلند است. آنها بزرگترین نوع ابزار برش باغ هستند.

## روش استفاده
روش استفاده از آنها معمولاً با دو دست است واندازه دسته‌ها به طور معمول بین ۳۰ سانتی‌متر (۱۲ اینچ) و ۹۱ سانتی‌متر (۳۶ اینچ) است تا بکار گیری آن راحت باشد. بعضی از آنها دسته تلسکوپی دارند که می‌توانند به طول دو متر بلندتر شوند تا قدرت بیشتری داشته باشند یا بوسیلهٔ آنها بتوان به شاخه‌های بالا در یک درخت دسترسی داشت. هرس‌کن‌ها عمدتاً برای هرس شاخه‌های درختان با قطر کمتر از ۵ سانتی‌متر (۲ اینچ) استفاده می‌شود. برخی از طرح‌های جدیدتر هرس‌کن‌ها یک سیستم اهرم دنده یا سیستم چند دسته‌ای دارند که نیروی اعمال شده به پره‌ها را افزایش می‌دهند.